# Dysdera cribellata
Dysdera cribellata là một loài nhện trong họ Dysderidae.
Loài này thuộc chi Dysdera. Dysdera cribellata được Eugène Simon miêu tả năm 1883.